# Mapamundi del Salterio de la abadía de Westminster

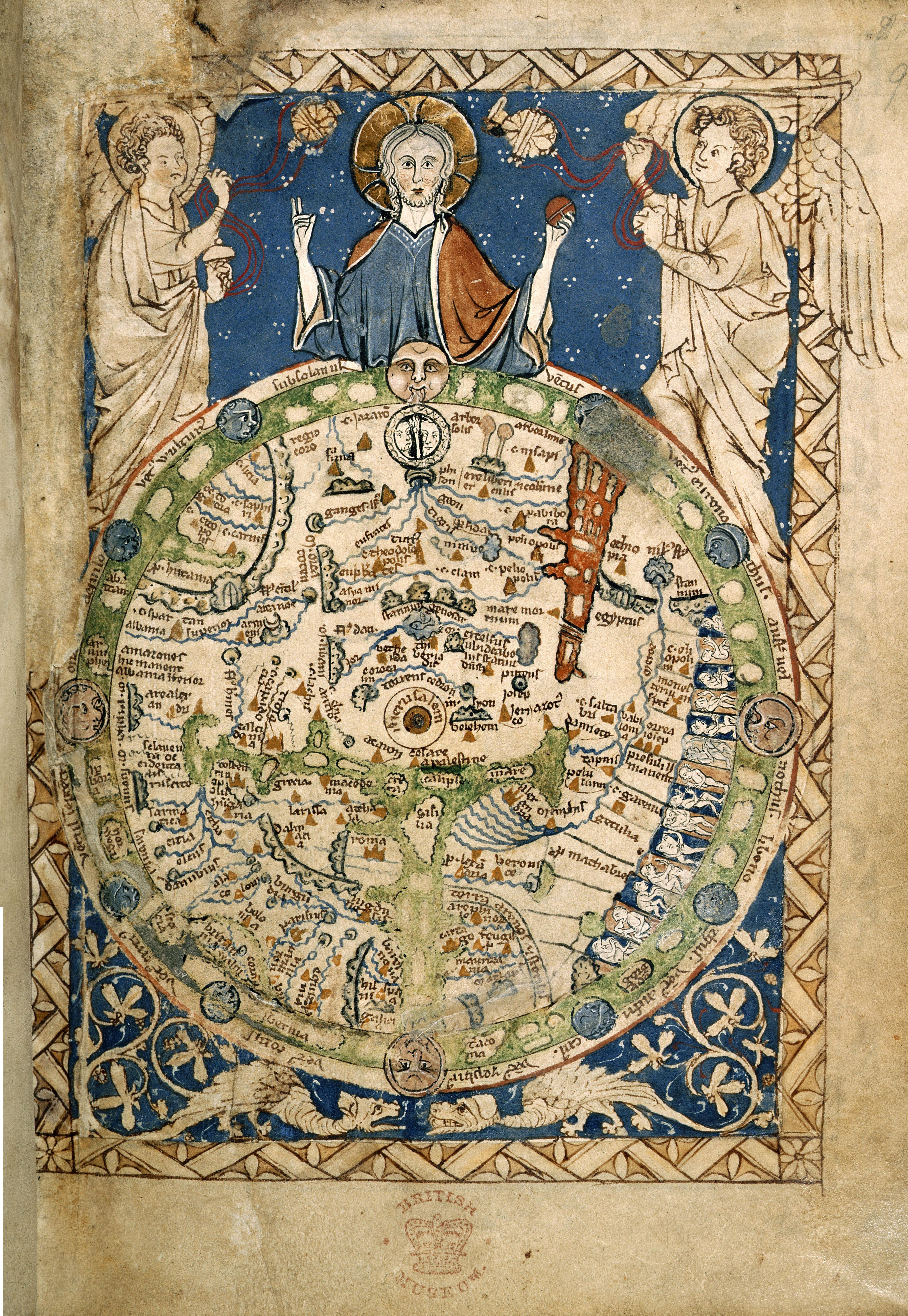
Mapamundi del Salterio de la abadía de Westminster, ca. 1260.

El Mapamundi del Salterio de la abadía de Westminster es un pequeño mapa de alrededor de 9,5 cm de alto miniado en un Salterio de hacia 1265 conservado actualmente en la British Library.
De autor desconocido, se cree que pudiera ser una copia del mapa que el rey Enrique III de Inglaterra tenía en su alcoba en el palacio de Westminster. A pesar de sus pequeñas dimensiones incluye numerosas figuras y toponimias, compendiando los significados teológicos y los conocimientos históricos y geográficos de otros mapas circulares de mayor tamaño, como el mapamundi de Ebstorf. 
Sobre el círculo en que queda circunscrito el mundo aparece Jesús entre dos ángeles con incensarios, haciendo con su mano derecha el gesto de bendecir y llevando en la izquierda otra pequeña imagen de la Tierra, reconocible por la T inscrita en ella conforme se establece en las Etimologías de San Isidoro. Bajo la figura de Jesús, en la parte superior del mapa, correspondiendo al este, una pequeña circunferencia representa el paraíso terrenal, de donde brotan cuatro grandes ríos: Ganges, Tigris, Éufrates y Geon; en el centro, como el ombligo del mundo y también en forma circular, se sitúa Jerusalén. No faltan los recuerdos del mundo clásico con los árboles del Sol y la Luna junto al paraíso, las ciudades de Gog y Magog y la serie de seres monstruosos derivados de los textos de Heródoto que se sitúan al sur, a la derecha del mapa, localizados en las antipodas, fuera del mundo habitable formado por los tres continentes conocidos: Asia, África y Europa.